# Sargento Getúlio
Sargento Getúlio é um romance de autoria do escritor brasileiro João Ubaldo Ribeiro, publicado em 1971. Trata-se de uma obra regionalista, que tem como tema o banditismo no sertão e que usa uma linguagem coloquial e repleta de regionalismos, alguns termos sendo criação do próprio autor.
Segundo livro de João Ubaldo, que por causa dele recebeu o Prêmio Jabuti de 1972 como autor-revelação, é considerado uma obra prima, já tendo sido traduzida para diversos idiomas e tendo recebido elogios de escritores como Érico Veríssimo e Fernando Sabino. Em entrevista, o autor declarou:

Sargento Getúlio é um romance engajado — persegui esta espécie de autobiografia fantasmagórica, mas com maior distância. É, de certa forma, um retorno à minha infância, ao universo de Sergipe, com sua brutalidade, seu primitivismo ao qual dei uma dimensão mais ampla — ética e política.

A narrativa está centrada num monólogo, quebrado por alguns diálogos, do sargento da polícia militar de Sergipe Getúlio Santos Bezerra. Ele recebera, como última incumbência antes da aposentadoria, a ordem de prender um adversário de um importante chefe político e levá-lo de Paulo Afonso para Aracaju. A data parece ser a década de 1950, devido às alusões a políticos brasileiros da época.
Inicialmente, o monólogo se dirige ao prisioneiro, mas em seguida torna-se monólogo interior e, mais tarde, fluxo de consciência de Getúlio, que expõe não apenas os acontecimentos presentes, mas também seu passado, suas impressões e fantasias de macho. Outras técnicas sofisticadas utilizadas pelo autor são a não-linearidade temporal dos episódios, o emprego de redundâncias, neologismos, regionalismos, frases incompletas e retorcidas que buscam reproduzir a linguagem oral, além de elementos da sátira menipeia e do dialogismo. Assim, apesar do enredo dessa obra ser simples, trata-se de leitura sutil e complexa.
Na epígrafe do livro, João Ubaldo escreve que se trata de "uma história de aretê". A menção à deusa Areté (virtude) justifica-se porque Getúlio faz da execução da tarefa uma questão de honra pessoal, persistindo nela apesar de todas as dificuldades. Antônio Cândido compara o personagem a Antígona, por aferrar-se a um código de honra que perdeu o sentido com a modernização. Ainda segundo Cândido, a obra se insere no que ele chama de "a terceira fase da consciência do atraso da América Latina", que corresponderia ao super-regionalismo, em que são utilizados elementos mágicos, fantásticos, para retratar um espaço primitivo, feudal, em confronto com a civilização urbana brasileira; João Guimarães Rosa seria o primeiro nome dessa corrente.

## Enredo
Através de suas reminiscências o leitor fica sabendo que ele era de origem pobre, que trabalhara como engraxate e feirante, que havia assassinado a mulher que o traía, que buscara a proteção do político Acrísio Nunes e que, por sua lealdade ao chefe, tinha sido contemplado com as divisas de sargento.
Para levar o preso até o seu destino, Getúlio enfrenta, com violência e crueldade, não apenas a resistência deste, mas também a dos seus correligionários, a da polícia e, ao final, a dos jagunços subordinados ao mesmo chefe político que ele, uma vez que a ordem original é revogada após algum tempo. Uma vez que a revogação não foi ouvida da boca do próprio chefe, mas através de um mensageiro, Getúlio acredita que deve ignorá-la. Assim, encaminha-se para a ruína, arrastado ao mesmo tempo pela incompreensão do funcionamento da política local quanto pelas suas qualidades inegáveis de coragem e dedicação. O romance termina abruptamente, com a morte do personagem-título em confronto com os correligionários de Acrísio Nunes.
Ao realçar as virtudes do grosseiro e violento jagunço, o autor eleva-o moralmente acima dos chefes políticos locais, que passam a ser, assim, o verdadeiro alvo da crítica social presente no livro. Ao mesmo tempo, faz com que o drama vivido por Getúlio se torne universal: aqui, um homem aferra-se a um código de honra semi-feudal, que não é válido no mundo corrupto onde vive, e desgraça-se por isso.

## Filme
Em 1983, Hermanno Penna dirigiu o filme Sargento Getúlio, baseado no livro de João Ubaldo Ribeiro, que também foi um dos autores do roteiro.